# Microsoft Office 2016
Microsoft Office 2016 (tên mã: Office 16) là một phiên bản của bộ phần mềm Microsoft Office được phát hành vào ngày 9 tháng 7 đối với bản cho OS X và ngày 22 tháng 9 năm 2015 cho hệ điều hành Windows. Bộ phần mềm được hỗ trợ chính thức đến ngày 13 tháng 10 năm 2020 còn hỗ trợ mở rộng kết thúc ngày 14 tháng 10 năm 2025, cùng thời gian với Windows 10.